# I ragazzi del windsurf
I ragazzi del windsurf (Gegen den Wind) è una serie televisiva tedesca in 52 episodi (e un episodio pilota) trasmessi per la prima volta nel corso di 4 stagioni dal 1995 al 1999. Dopo la fine della serie ne fu prodotto uno spin-off: Die Strandclique (con Marco Girnth).
È una serie del genere d'azione incentrata sulle vicende di due amici, Nik Andersen e Sven Westermann, che hanno in comune non solo il loro hobby, il windsurf, ma dopo il matrimonio della madre di Nik, Christine, con il padre di Sven, John, sono quasi fratelli.

## Personaggi e interpreti
- Nik (stagioni 1-4), interpretato da Ralf Bauer.
- Sven Westermann (stagioni 1-4), interpretato da Hardy Krüger Jr..
- Herr Westermann (stagioni 1-4), interpretato da Henry van Lyck.
- Tjard (stagioni 1-4), interpretato da Hendrik Martz.
- Rocky (stagioni 1-4), interpretato da Antonio Putignano.
- Martina (stagioni 1-4), interpretata da Katrin Weisser.
- Iwana (stagioni 1-4), interpretata da Ivana Kansy.
- Christine (stagione 1), interpretata da Daniela Ziegler.
- Britta (stagione 1), interpretata da Julia Heinemann.
- Sara (stagione 1), interpretato da Dennenesch Zoudé.
- Boje (stagione 1), interpretato da Heinrich Schmieder.
- Timo (stagione 1), interpretato da Christian Näthe.
- Tanja (stagione 1), interpretata da Tabea Tiesler.
- Dennis (stagione 1), interpretato da Patrick Harzig.
- Knut (stagioni 2-4), interpretato da Alexander Haugg.
- Julia (stagione 2), interpretata da Katja Woywood.
- Melissa (stagioni 3-4), interpretata da Janette Rauch.
- Vicky (stagioni 3-4), interpretata da Ursula Buschhorn.
- Patrick (stagione 4), interpretato da Marco Girnth.
- Sascha (stagione 4), interpretata da Sandra Leonhard.
- Stine (stagione 4), interpretata da Riccarda Reffo.
- Katrin (stagione 4), interpretata da Tabea Thomsen.
- Kristin (stagione 4), interpretata da Janin-Kristin Wehlan.

## Produzione
La serie fu prodotta da Bavaria Film e girata nei pressi dell'isola di Sylt in Germania. Le musiche furono composte da Stefan Will.

### Registi
Tra i registi della serie sono accreditati:
- Helmut Krätzig
- Wolfgang Münstermann
- Rüdiger Nüchtern

## Distribuzione
La serie fu trasmessa in Germania dall'11 gennaio 1995 all'8 febbraio 1999 sulla rete televisiva ARD. In Italia è stata trasmessa a giugno e luglio del 2002 su RaiDue (i primi 20 episodi) e ad agosto del 2003 su RaiSat Premium con il titolo I ragazzi del windsurf.
Alcune delle uscite internazionali sono state:
- in Germania l'11 gennaio 1995 (Gegen den Wind)
- in Ungheria il 10 giugno 2000
- in Francia (Contre vents et marées)
- in Italia (I ragazzi del windsurf)

## Episodi
| Stagione         | Episodi    | Prima TV Germania | Prima TV Italia |
| ---------------- | ---------- | ----------------- | --------------- |
| Prima stagione   | Pilot + 14 | 1995-1996         |                 |
| Seconda stagione | 12         | 1996              |                 |
| Terza stagione   | 13         | 1996-1997         |                 |
| Quarta stagione  | 13         | 1998-1999         |                 |